# Гідеон (Оклахома)
Гідеон (англ. Gideon) — переписна місцевість (CDP) в США, в окрузі Черокі штату Оклахома. Населення — 229 осіб (2020).

## Географія
Гідеон розташований за координатами 36°0′32″ пн. ш. 95°2′10″ зх. д. / 36.00889° пн. ш. 95.03611° зх. д. (36.008833, -95.035986).  За даними Бюро перепису населення США в 2010 році переписна місцевість мала площу 3,09 км², уся площа — суходіл.

## Демографія
Згідно з переписом 2010 року, у переписній місцевості мешкало 49 осіб у 17 домогосподарствах у складі 12 родин. Густота населення становила 16 осіб/км².  Було 18 помешкань (6/км²).
Расовий склад населення:
| - 79,6 % — білих - 14,3 % — корінних американців - 2,0 % — чорних або афроамериканців - 2,0 % — осіб інших рас |

До двох чи більше рас належало 2,0 %. Частка іспаномовних становила 4,1 % від усіх жителів.
За віковим діапазоном населення розподілялося таким чином: 12,2 % — особи молодші 18 років, 73,5 % — особи у віці 18—64 років, 14,3 % — особи у віці 65 років та старші. Медіана віку мешканця становила 43,3 року. На 100 осіб жіночої статі у переписній місцевості припадало 69,0 чоловіків;  на 100 жінок у віці від 18 років та старших — 59,3 чоловіків також старших 18 років.
Цивільне працевлаштоване населення становило 7 осіб. Основні галузі зайнятості: роздрібна торгівля — 57,1 %, виробництво — 42,9 %.